# Curaçao
Curaçao, in italiano traslitterato in Curacao (in papiamento Kòrsou), ufficialmente Paese di Curaçao (in olandese Land Curaçao, in papiamento Pais Kòrsou), è una nazione costitutiva del Regno dei Paesi Bassi, che ne comprende altre tre: i Paesi Bassi e gli Stati caraibici di Aruba e Sint Maarten. 
Si trova nel Mar dei Caraibi meridionale, di fronte alle coste del Venezuela. È la più estesa e popolosa delle tre "isole ABC" (le altre due sono Aruba e Bonaire). La capitale è Willemstad e le lingue ufficiali sono l'olandese e il papiamento.
Il Regno dei Paesi Bassi agisce come nazione unitaria in materia di difesa, politica estera e cittadinanza, mentre Curaçao, quale nazione costitutiva, agisce come nazione indipendente per tutte le altre materie (ad esempio interni, sanità, istruzione e trasporti). Curaçao, assieme a Sint Maarten, utilizza tuttora come valuta il Fiorino caraibico (ex Fiorino delle Antille Olandesi), moneta agganciata al Dollaro statunitense con cambio fisso.

## Storia

### Origine del nome
L'origine del nome Curaçao è ancora dibattuta: la spiegazione più plausibile è che esso derivi dalla parola portoghese coração, che significa "cuore".

### Gli indigeni
I primi abitanti di Curaçao furono gli indigeni aruachi.

### L'arrivo degli europei
I primi europei a visitarla furono gli spagnoli al seguito di Alonso de Ojeda (1499), che decimarono gli aruachi. L'isola fu poi occupata dagli olandesi nel 1634. La Compagnia olandese delle Indie occidentali fondò la città di Willemstad presso un'insenatura detta Schottegat. Inizialmente ignorata dai colonizzatori poiché priva di risorse preziose, Curaçao si rivelò poi di fondamentale importanza per via del porto di Willemstad: l'isola divenne un nodo commerciale fondamentale e, a partire dal 1662, uno dei principali centri della tratta degli schiavi. I negrieri olandesi, infatti, deportavano gli schiavi dall'Africa a Curaçao, dove venivano venduti nell'area nota come asiento, per poi essere smistati nei Caraibi e in tutto il Sudamerica. La tratta degli schiavi proseguì fino al 1863, quando i Paesi Bassi abolirono la schiavitù.
Nel corso dei secoli, inglesi e francesi occuparono più volte l'isola per brevi periodi, contribuendo così ad arricchire Curaçao dal punto di vista linguistico.

### Il Novecento

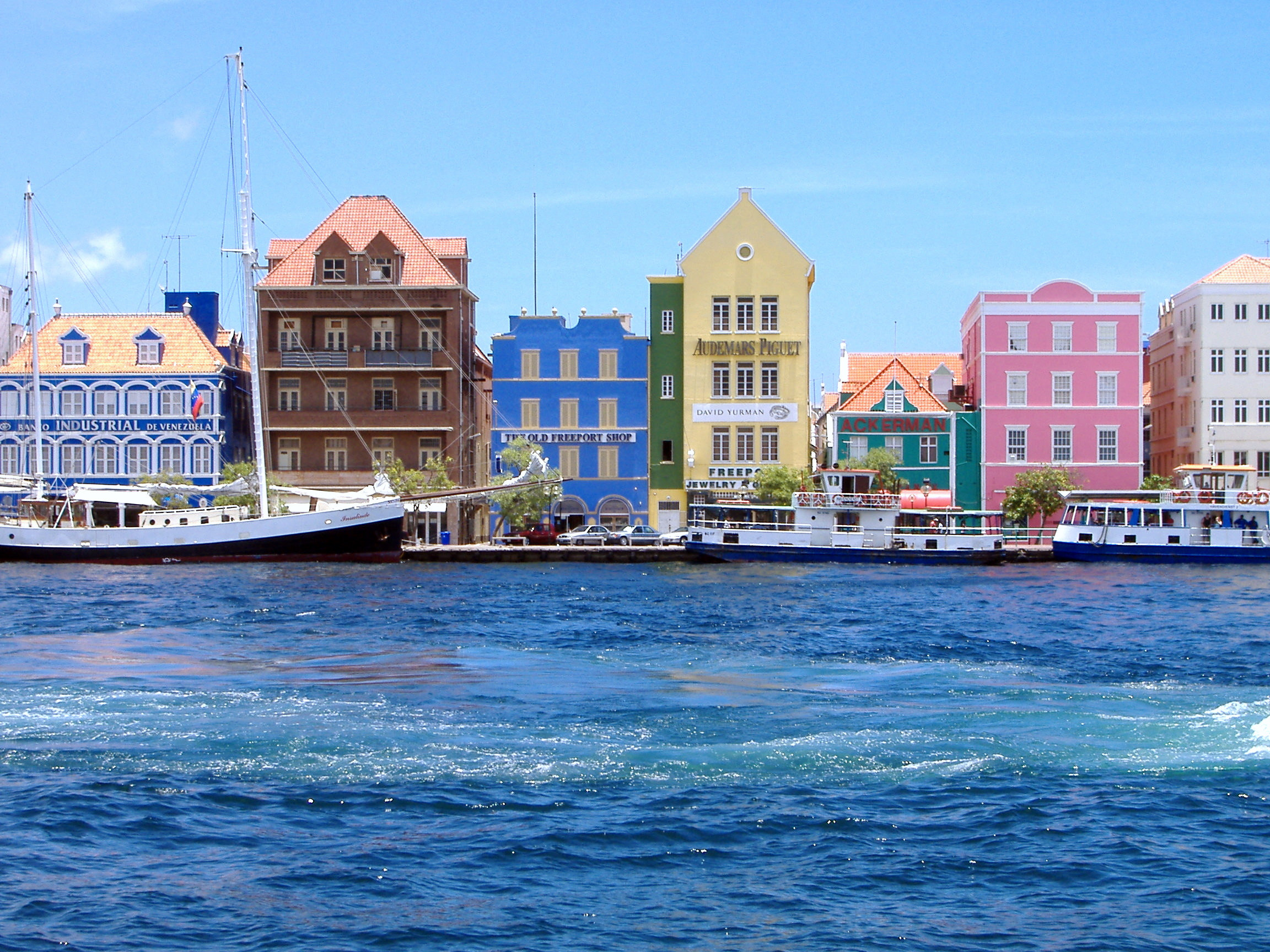
Architetture olandesi e spagnole nella sezione turistica del porto di Willemstad.

L'abolizione della schiavitù provocò però una crisi economica, con molti isolani costretti a emigrare in altre isole, in particolare Cuba, dove furono impiegati nelle piantagioni di canna da zucchero.
Quando però nel 1914 nel lago di Maracaibo vennero scoperti giacimenti di petrolio, la situazione economica di Curaçao cambiò profondamente: il governo olandese costruì una raffineria sul luogo ove prima sorgeva l'Asiento. Fu così possibile impiegare l'intera popolazione, con Curaçao che, da terra di emigrazione, diventò invece meta di numerosi immigrati dalle nazioni vicine.
Curaçao, infatti, era il sito ideale dove costruire la raffineria: sufficientemente lontana dalle turbolenze sudamericane, era molto vicina alle coste del Venezuela. A ciò si aggiungeva il vantaggio rappresentato dal porto di Willemstad. La città, nel frattempo, crebbe molto rapidamente; ciò, tuttavia, contribuì ad acuire i contrasti tra i diversi gruppi sociali presenti, fino alla grande rivolta del 30 maggio 1969. In seguito a questi movimenti, la locale popolazione afro-caraibica ottenne una più ampia partecipazione alla vita politica isolana.
Mentre Curaçao diventava anche un fiorente centro turistico, la presenza di basse imposte sul capitale sociale favorirono l'installazione di numerose compagnie estere. A metà degli anni ottanta, la Royal Dutch Shell vendette la raffineria a un consorzio governativo locale che, attualmente, la affitta alla compagnia petrolifera nazionale venezuelana PDVSA.
Negli ultimi anni, le autorità dell'isola stanno effettuando notevoli investimenti sul patrimonio storico e culturale dell'isola, al fine di potenziare ulteriormente l'industria del turismo.

## Geografia fisica

### Territorio
Curaçao ha un clima semi-arido e una flora molto diversa da quella tropicale, tipica di altre isole della zona e, anzi, più simile a quella del sud-ovest degli Stati Uniti. Prevalgono infatti diverse specie di cactus, sempreverdi e cespugli spinosi.
La cima più alta è il Christoffelberg (375 metri, nella parte nord-occidentale dell'isola). Tale cima si trova nella riserva naturale Christoffelpark. Caratteristiche sono le Saliñas, laghi di acqua salata che ospitano colonie di fenicotteri. A 15 miglia a sud-est di Curaçao si trova la piccola e disabitata isola di Klein Curaçao ("Piccola Curaçao").
Curaçao è inoltre famosa per la sua barriera corallina che, negli ultimi tempi, è stata danneggiata dall'attività turistica: proprio per questo motivo, presso la spiaggia di Porto Marie si sta portando avanti un progetto di arricchimento artificiale della barriera.

### Clima
Curaçao ha un clima tipo savana tropicale con una stagione secca da gennaio a settembre e una stagione delle piogge da ottobre a dicembre. Le temperature sono relativamente costanti con piccole differenze durante l'anno. Gli alisei rinfrescano l'aria durante il giorno e la riscaldano durante la notte.
Il mese più freddo è gennaio con una temperatura media di 26,5 °C e il mese più caldo è settembre con una temperatura media di 28,9 °C. La temperatura massima calcolata su base annua è di 31,2 °C mentre la minima è 25,3 °C. Curaçao ricade al di fuori della fascia degli uragani, anche se occasionalmente e marginalmente ne può essere investita.

## Popolazione
In seguito alle vicende storiche, Curaçao ha una popolazione etnicamente composita. La maggioranza della popolazione si definisce afro-caraibica, anche se molti degli abitanti che si definiscono tali sono in realtà solo parzialmente di discendenza africana. Vi sono poi minoranze di bianchi (principalmente olandesi e portoghesi), levantini (soprattutto libanesi) e asiatici. A essi si aggiungono numerosi immigrati giunti in tempi recenti, tra cui molti provenienti dalla Repubblica Dominicana, da Haiti, dalla Colombia e dai Caraibi anglofoni. L'isola è inoltre meta di riposo di numerosi pensionati olandesi, detti appunto pensionados.

### Religione
La popolazione è in grande maggioranza (72,8%) cattolica. Sull'isola ha sede la Diocesi di Willemstad. Vi sono inoltre il 6,6% di pentecostali, il 3,2% di altri protestanti, il 3% di avventisti, l'1,9% di evangelici, il 5,8% di altre religioni e il 6% di atei o non professanti alcuna religione.

### Lingue e dialetti
In papiamento (una lingua creola che risulta essere l'idioma più diffuso sull'isola) Curaçao è detta Kòrsou. Tra l'altro, il nome dell'isola è spesso associato a un liquore dai molteplici colori.
La popolazione di Curaçao è poliglotta: oltre al papiamento, si parlano l'olandese, l'inglese e lo spagnolo. Sia l'olandese che il papiamento sono usati nelle scuole.

### Città principali
L'unica città che possa definirsi tale è Willemstad, dove è concentrata la maggioranza della popolazione.
Nella parte più occidentale dell'isola è presente il centro abitato di Westpunt.

### Architettura
Dal punto di vista architettonico, Curaçao è una perfetta fusione degli stili coloniali spagnolo e olandese. La presenza di numerosi edifici storici a Willemstad ha spinto l'UNESCO a inserire la città tra i patrimoni dell'umanità. In tutta l'isola si trovano poi numerose case coloniali e i cosiddetti kas di pal'i maishi, le antiche abitazioni degli schiavi, che ricordano i villaggi dell'Africa Occidentale.

## Gastronomia
Esiste un liquore preparato con scorza di arance amare chiamato Curaçao, disponibile nelle varietà blu, rosso, verde, giallo-oro e incolore. Versioni speciali sono al caffè, al rum e al cioccolato.
Tra le pietanze sono conosciuti ed apprezzati il funchi (una specie di polenta) e il pan bati (una sorta di pancake), serviti con carni stoba (carne stufata) o carne fritta.

## Infrastrutture e trasporti
L'isola è servita dall'Aeroporto Internazionale di Hato, situato nella parte centrale dell'isola.